# Amazonis Planitia
Amazonis Planitia és una de les planures més planes de la superfície de Mart. S'hi troba localitzada entre les províncies volcàniques de Tharsis i Elysium a l'oest de l'Olympus Mons a la regió de Memnonia, en Valles Marineris. Amazonis Planitia s'hi troba centrada entorn de les coordenades 24.8 N, 196 E. La seva topografia exhibeix característiques extremadament llises a diferents escales.